# Discographie de Jackie Chan
 (mars 2025).

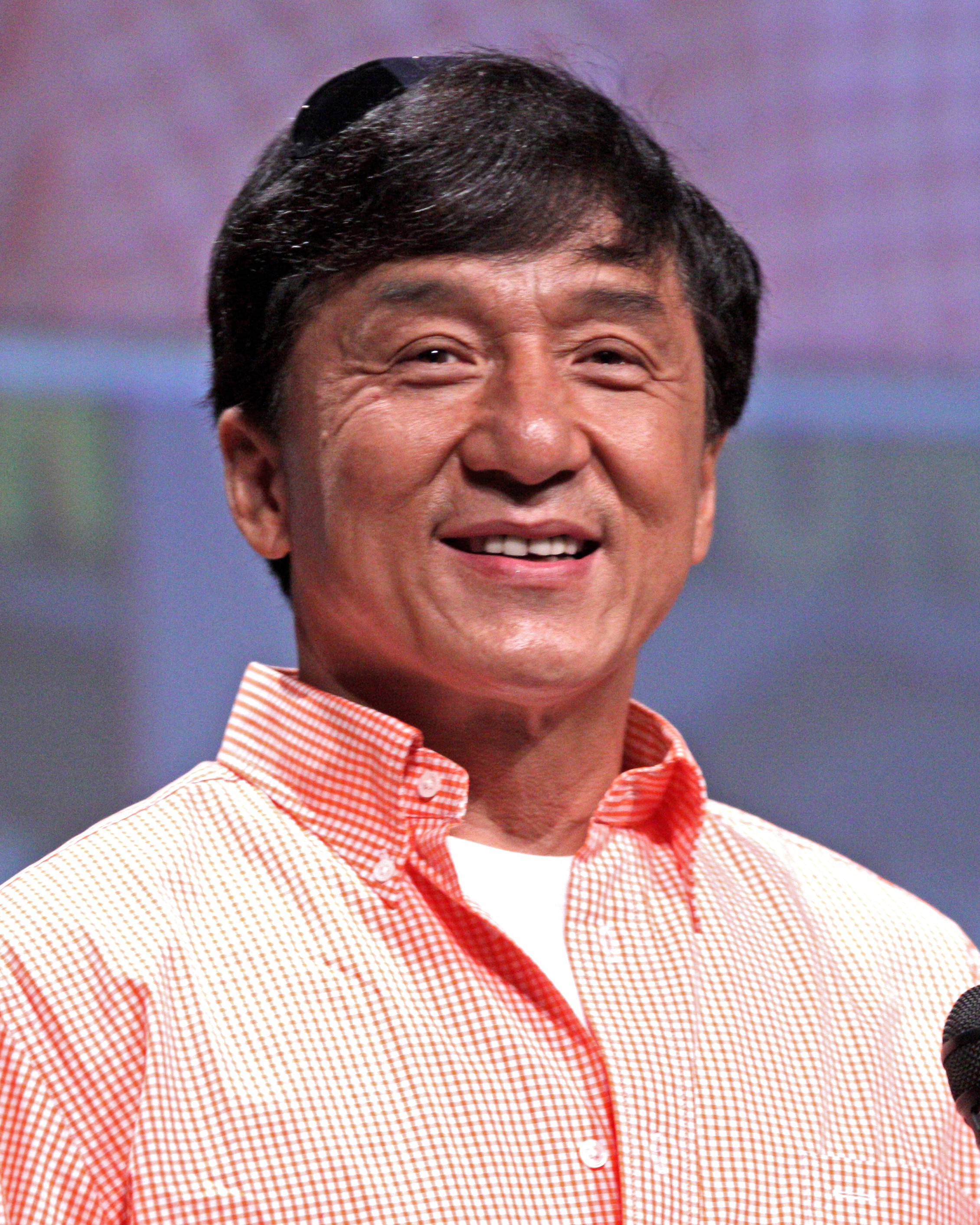
Jackie Chan au Comic-Con 2012 à San Diego.

Jackie Chan participe à la chanson des Jeux olympiques d'été de 2008 à Pékin, Beijing huanying ni (Pékin vous souhaite la bienvenue).
Il enregistre un album pour les Jeux olympiques d'été de 2008 à Pékin.

## Albums[1]
- 1984 : Thank You
- 1984 : Love Me
- 1985 : A Boy's Life
- 1986 : Sing Lung
- 1986 : Shangri-La
- 1987 : No Problem
- 1988 : Jackie Chan - Sing Lung
- 1988 : Hong Kong - My Love

- 1989 : See You Again
- 1989 : Jackie

- 1995 : The Best Songs
- 1995 : Jackie Chan

- 1999 : The Best Of Jackie Chan
- 2000 : Asian Pop Gold Series
- 2002 : With All One's Heart

## Bandes Originales
- Supercop (HK)
- Il était une fois en Chine 2
- Combat de maîtres
- Thunderbolt
- Mister Cool
- Supercop (États-Unis)
- Contre Attaque
- Jackie Chan dans le Bronx
- Who am I ?
- Rush Hour
- Mulan (Version chinoise)
- Gorgeous
- Shanghai Kid
- The Accidental Spy
- Rush Hour 2
- Le Smoking
- Shanghai Kid 2
- The Twins Effect I & II
- New Police Story
- The Myth
- Rob-B-Hood